# Joe Carr
Joseph "Joe" Carr – ghański piłkarz grający na pozycji bramkarza. W swojej karierze grał w reprezentacji Ghany.

## Kariera klubowa
W swojej karierze piłkarskiej Carr grał w klubach Sekondi Hasaacas FC i Asante Kotoko SC.

## Kariera reprezentacyjna
W reprezentacji Ghany Carr zadebiutował w 1978 roku. W 1978 roku powołano go do kadry na Puchar Narodów Afryki 1978. Wystąpił w nim w trzech meczach: grupowym z Zambią (2:1), półfinałowym z Tunezją (1:0) i w finałowym z Ugandą (2:0). Z Ghaną wywalczył mistrzostwo Afryki.
W 1980 roku Carr został powołany do kadry na Puchar Narodów Afryki 1980. Zagrał w nim w trzech meczach grupowych: z Algierią (0:0), z Gwineą (1:0) i z Marokiem (0:1).
W 1982 roku Carra powołano do kadry na Puchar Narodów Afryki 1982. Na tym turnieju był rezerwowym bramkarzem i nie zagrał w żadnym meczu. Z Ghaną po raz drugi został mistrzem Afryki.
W 1984 roku Carr został powołany do kadry na Puchar Narodów Afryki 1984. Na tym turnieju zagrał w jednym meczu grupowym, z Nigerią (1:2). W kadrze narodowej grał do 1984 roku.